# Besos, Kitty
XO, Kitty (Besos, Kitty, en Hispanoamérica y España) es una serie dramática romántica creada por Jenny Han para Netflix, que se estrenó el 18 de mayo de 2023. La serie es un derivado de la serie de películas A todos los chicos de los que me enamoré; que fue una adaptación de la trilogía de libros homónimos. La serie marca la primera serie de televisión de Netflix, derivada de una película original de Netflix. Han también escribirá, será productor ejecutivo y showrunner. Siguiendo a Kitty Covey en su propio viaje para encontrar el amor verdadero, Anna Cathcart repite su papel como el personaje. El 14 de junio de 2023 fue renovada para una segunda temporada, cuyo estreno fue el 16 de enero de 2025.
El 14 de febrero de 2025 fue renovada para una tercera temporada, cuyo estreno se daría en 2026.

## Sinopsis
Kitty Covey, quien cree que tiene un gran conocimiento sobre el amor, se muda al otro lado del mundo con el objetivo de volver a conectarse con su novio de larga distancia. Ella encuentra, sin embargo, que una relación es mucho más compleja cuando son tus propios sentimientos de amor los que están en riesgo.

## Reparto y personajes

### Principales
- Anna Cathcart como Katherine "Kitty" Song Covey, una joven norteamericana que llega a KISS para conectar con su mamá.[7]
- Choi Min-young como Dae-heon Kim, el novio de Kitty que asiste a KISS.[8]
- Gia Kim como Yuri Han, una estudiante de KISS que es influencer y la novia de Dae-heon.[8]
- Lee Sang-heon como Min-ho Moon, el mejor amigo y compañero de habitación Dae-heon.[8]
- Anthony Keyvan como Quincy "Q" Shabazian, un atleta y compañero de habitación de Dae-heon[8]
- Peter Thurnwald como Alex Finnerty, un maestro que llega a KISS para descubrir su origen[8]
- Regan Aliya como Juliana (temporada 2, invitada: temporada 1), la novia secreta de Yuri[8]
- Philippe Lee como Young Moon (temporada 2), el padre famoso de Min-ho que llega como nuevo donante y maestro a KISS.
- Audrey Huynh como Esther Shim / Stella Cho (temporada 2), una nueva compañera de Kitty que se interesa en Min-ho.

### Secundarios
- Kim Yun-jin como Ji-na Lim (temporada 1), la directora de KISS y madre de Yuri.[8]
- Michael K. Lee como el señor Daniel Lee, un maestro y posteriormente director de KISS.[8]
- Jocelyn Shelfo como Madison Miller, una estudiante de KISS.[8]
- Ryu Han-bi como Eunice Kang, una amiga de Yuri.[9]
- Sunny Oh como Mi-hee, amiga de Yuri.
- Lee Sung-wook como el señor Kim, el padre de Dae-heon y chofer de Yuri.[9]
- Théo Augier Bonaventure como Florian (temporada 1), interés amoroso de  Q.
- Lee Hyung-chul como el señor Han (temporada 1), padre de Yuri.
- Sasha Bhasin como Praveena Bhakti (temporada 2), una estudiante de KISS e interés amoroso de Kitty.
- Joshua Hyunho Lee como Jintaek "Jin" Lee (temporada 2), un atleta, rival y posteriormente novio de Q.
- Hojo Shin como Jiwon (temporada 2), prima de las hermanas Covey Song.
- Ae Yon Han como Halmoni (temporada 2)
- Soon Ja como Hye Sung Jung (temporada 2)

### Invitados
- Ok Taec-yeon como Ocean Park (temporada 1)[10]
- Chaerin de Cherry Bullet como Lulu (temporada 1)[11]
- Noah Centineo como Peter Kavinsky (temporada 2)
- Peniel como Joon Ho (temporada 2), un cantante y hermano de Min-ho.
- Janel Parrish como Margot Song Covey (temporada 2)

## Temporadas y episodios
| Temporada | Temporada | Episodios | Episodios | Lanzamiento original | Lanzamiento original |
| --------- | --------- | --------- | --------- | -------------------- | -------------------- |
|           | 1         | 10        | 10        | 18 de mayo de 2023   | 18 de mayo de 2023   |
|           | 2         | 8         | 8         | 16 de enero de 2025  | 16 de enero de 2025  |
|           | 3         | —         | —         | 2026                 | 2026                 |

### Temporada 1 (2023)
| N.º en serie | N.º en temp. | Título                     | Fecha de emisión original |
| --- | ------------ | -------------------------- | ------------------------- |
| 1 | 1            | «XO» «Besos»               | 18 de mayo de 2023        |
| Con el anhelo de sentirse más cerca de su difunta madre y sorprender a su novio a distancia, Kitty se propone asistir a una prestigiosa escuela de Seúl.                            |              |                            |                           |
| 2 | 2            | «WTF» «¡¿Que demonios?!»   | 18 de mayo de 2023        |
| A pesar del desfase horario, Kitty no ve la hora de reencontrarse con Dae. Pero un problema de habitación más un video viral arruinan el momento tan esperado.                      |              |                            |                           |
| 3 | 3            | «KISS» «Clase de besos»    | 18 de mayo de 2023        |
| Dae experimenta sentimientos encontrados por un repentino cambio de planes, mientras que Kitty lidia con su propio conflicto emocional y un lamentable apodo.                       |              |                            |                           |
| 4 | 4            | «TGIF» «¡Viernes al fin!»  | 18 de mayo de 2023        |
| Kitty se une al club de caminatas de Q para estar con Dae fuera de la escuela, pero una pista sobre su madre pronto la lleva a buscar respuestas... y a otra misión de celestina.   |              |                            |                           |
| 5 | 5            | «TBH» «Seré sincera»       | 18 de mayo de 2023        |
| Sin planes para la celebración de Chuseok, Kitty quiere preparar algo especial para los otros estudiantes que se quedan en el campus y recibe la ayuda de alguien impensado.        |              |                            |                           |
| 6 | 6            | «BYOB» «Tu propia bebida»  | 18 de mayo de 2023        |
| Estalla el drama y surgen nuevos romances en la lujosa fiesta de Min Ho. Allí, Kitty ya no puede esperar más y se propone enfrentar sus sentimientos por Dae.                       |              |                            |                           |
| 7 | 7            | «TIL» «Lo que supe hoy»    | 18 de mayo de 2023        |
| Durante la detención escolar, la tensión se transforma en revelaciones cuando Kitty, a regañadientes, acepta ayudar a Yuri a descubrir qué esconde la directora Lim.                |              |                            |                           |
| 8 | 8            | «LFG» «Dejarse llevar»     | 18 de mayo de 2023        |
| Durante un viaje escolar, Dae intenta recuperar la confianza de Kitty, Yuri cuenta la verdad sobre Juliana, Florian se sincera con Q, y Min Ho toma una decisión sobre su relación. |              |                            |                           |
| 9 | 9            | «SNAFU» «El caos es total» | 18 de mayo de 2023        |
| Cuando se acercan las pruebas finales, Kitty recurre a sus amigos. Pero los ánimos se encienden en KISS, en medio de impactantes revelaciones, traiciones y enfrentamientos.        |              |                            |                           |
| 10 | 10           | «OTP» «Mi pareja ideal»    | 18 de mayo de 2023        |
| Las notas finales, las clasificaciones y algunas verdades difíciles despiertan emociones fuertes, y Kitty toma una decisión mientras su futuro en KISS pende de un hilo.            |              |                            |                           |

### Temporada 2 (2025)
| N.º en serie | N.º en temp. | Título                                           | Fecha de emisión original |
| --- | ------------ | ------------------------------------------------ | ------------------------- |
| 11 | 1            | «K.I.S.S. Me Again» «Besos Desde Seúl, Otra Vez» | 16 de enero de 2025       |
| Kitty regresa a Seúl decidida a conocer más sobre su madre y dejar atrás el drama romántico. Pero con sus nuevos compañeros y amores no resueltos, ¿lo logrará?                |              |                                                  |                           |
| 12 | 2            | «Never Been Kissed» «Jamás Besada»               | 16 de enero de 2025       |
| Kitty tiene un nuevo interés amoroso, pero una salida a bailar termina en drama. En clases, se desata una feroz competencia, y el rival de Q decide jugar sucio en la pista.   |              |                                                  |                           |
| 13 | 3            | «New Year’s Kiss» «Un Beso de Año Nuevo Lunar»   | 16 de enero de 2025       |
| Kitty y Praveena le piden a Min Ho que las ayude en un robo en Año Nuevo. Juliana confronta a Yuri. Un momento emotivo enciende una chispa inevitable.                         |              |                                                  |                           |
| 14 | 4            | «Kiss and Tell» «Besar y Contarlo»               | 16 de enero de 2025       |
| Un fin de semana invernal en la cabaña de Min Ho se transforma en pesadilla para Kitty y el grupo: no hay wifi..., pero hay revelaciones por doquier.                          |              |                                                  |                           |
| 15 | 5            | «Kissing Cousins» «Besos, tu Prima»              | 16 de enero de 2025       |
| Mientras crecen las sospechas sobre Stella, Kitty sigue una pista de unos familiares perdidos, y Yuri intenta reconciliarse con Juliana. Otro escándalo golpea a la escuela.   |              |                                                  |                           |
| 16 | 6            | «Kiss and Make Up» «Reconciliaciones, Sin Besos» | 16 de enero de 2025       |
| Mientras Min Ho y Yuri intentan enmendar relaciones deterioradas, Kitty recibe una visita de su país... que le trae información trascendental.                                 |              |                                                  |                           |
| 17 | 7            | «Kiss of Death» «El Beso de la Muerte»           | 16 de enero de 2025       |
| En la víspera del baile de los cerezos, Kitty se concentra en la familia... y sigue una corazonada sobre Stella. Yuri ayuda a Dae con su presentación.                         |              |                                                  |                           |
| 18 | 8            | «Sealed with a Kiss» «Sellado Con un Beso»       | 16 de enero de 2025       |
| Los sueños penden de un hilo cuando el plan de Stella empieza a tomar forma. Con las emociones por las nubes, ¿se animará Kitty a abrir su corazón antes del fin del semestre? |              |                                                  |                           |

## Producción
En marzo de 2021 se anunció que se estaba desarrollando una serie derivada de A todos los chicos de los que me enamoré, y cada episodio es una comedia romántica de media hora. La serie se desarrolla  como una exclusiva de Netflix, de Awesomeness y ACE Entertainment. Se informó que la autora original de los libros, Jenny Han, era la creadora, escritora y productora ejecutiva, además de escribir el guion del piloto con Siobhan Vivian. También se informó que Anna Cathcart retomaría su papel de Kitty Covey. Seis meses después, Netflix ordenó diez episodios junto con el anuncio de otros miembros del equipo. Sascha Rothchild y Matt Kaplan se unieron a Han como productores ejecutivos, mientras que el primero también será el showrunner junto con Han. El 5 de abril de 2022, Choi Min-yeong, Anthony Keyvan, Gia Kim, Sang Heon Lee, Peter Thurnwald y Regan Aliyah fueron elegidos como personajes habituales de la serie, mientras que Yunjin Kim, Michael K. Lee y Jocelyn Shelfo se unieron al elenco en papeles recurrentes. Para esa fecha, la producción había comenzado en Seúl.
El 14 de junio de 2023 la serie fue renovada para una temporada 2.
El 25 de abril de 2024 se anunció el inicio de grabaciones para la temporada 2.
El 21 de junio de 2024 se anunció que las grabaciones de la temporada 2 habían terminado.
El 21 de noviembre de 2024 se anunció que la temporada 2 se estrenará el 16 de enero de 2025.

## Premios y nominaciones
| Año  | Premio              | Nominado                            | Categoría                                          | Resultado | Ref.   |
| ---- | ------------------- | ----------------------------------- | -------------------------------------------------- | --------- | ------ |
| 2025 | Kids' Choice Awards | Besos, Kitty                        | Programa de televisión familiar favorito           | Ganador   | [ 17 ] |
| 2025 | Kids' Choice Awards | Anna Cathcart por su papel de Kitty | Estrella de televisión femenina favorita (familia) | Nominada  | [ 17 ] |